# Premio Caños Dorados
El Premio Caños Dorados es un premio de poesía y relato corto en castellano convocado anualmente por la Asociación Cultural "Los Caños Dorados de Fernán Núñez" en el municipio de Fernán Núñez, España. 
Patrocinado por el Ayuntamiento de Fernán Núñez y la Diputación Provincial de Córdoba, es un concurso para autores de obras inéditas, que se celebra con carácter nacional desde el año 2003 e internacional, desde 2010. En septiembre de 2011, estaba dotado con un premio con 300 € y detalle conmemorativo para cada una de las categorías. 

## Categorías
- Nacional: Modalidad Relato Corto
- Nacional: Modalidad Poesía
- Internacional: Modalidad Relato Corto
- Internacional: Modalidad Poesía

## Lista de autores y obras premiadas
Ganadores enlistados primero, seguido por finalistas:
Relato Corto (Premio Nacional):
2010 - Brisas y sombras (Javier Esteban González Andújar)
Una muerte imprevista (Matías Alejandro de Jesús)
Seis monedas (Gonzalo Tomás Salesky Lazcano)
El secreto (Kalton Harold Bruhl)
2011 - "El nieto" (María José Lindgren Alves)
"Redención" (Kalton Harold Bruhl)
"La caja" (Gonzalo Tomás Salesky Lazcano)
"La flaqueza" (Isabel Ali)
2017 - "La flaqueza" (Nélida Leal Rodríguez)
"Noviembre en Petersburgo" (Jesús Curros Neira)
"La Dama de blanco" (Jesús María Pérez González)
"La Espera" (Alexandra Sosa Gil=

2018-"El enorme universo de una niña pequeña" (Maite Sota Virto)
"Los libros bajo la lluvia" (Francisco José Segovia Ramos)
"Metrópolis punto cero" (Roberto Migoya Ramos)
"Repostando en Fernán Nuñez" (Andrés Navajas Ortega)

Relato Corto (Premio Internacional)
2017 - "El instrumento" (Manuel Cedeño Carpio, Venezuela)
''El motivo'' (Walter Acosta, Australia)
''El guiño de Don Eulalio en Guanajuato-México.'' (Washington Gorosito Pérez, México)
''El perro de la planta baja'' (Walter Fernando M. Espinosa, Argentina)
2018 - "El ateo" (Manuel Cedeño Carpio, Venezuela)
''Resbalosos'' (Ana Kika López, EUA)
''Acuerdo'' (Mario López Roldán, Francia)
"En un lugar de la Mancha" (Marcelo Sánchez, Alemania)

2020 - "Kilómetros" (Martín Benjamín Berger, Argentina)
''Un holocausto aviar'' (Carmelo Urso, Venezuela)

Poesía:
2010 - La Aurora se deshace (María Luz López Gordillo)
Parque Pereyra (Marcelo Nasra)
Ángel de papel (Maritza Pardo)
Centroamérica (Bolívar Márquez Campodónico)
2011 - La vida pasa (Gonzalo Tomás Salesky Lazcano)
Postrimerías (Jael Uribe)
No es fácil (Bolívar Márquez Campodónico)
Pena y penar (Jairo Manuel Sánchez Hoyos)
2018 - Pendiente
Poesía (Premio Internacional)
2019 - Ganador: "In Finito (Lamento del Sur)" (Duván Ocampo, Colombia)
2020 - Finalista: "La jaula atemporal de mis deseos" (Duván Ocampo, Colombia)